# Associação de Futebol do Curdistão Iraquiano
A Associação de Futebol do Curdistão (em curdo: یەکێتی ناوەندی تۆپی پێی کوردستان‎‎) ou KFA é a organização que administra o futebol na região autónoma do Curdistão Iraquiano. Foi fundada em 2006, mas atualmente ainda não é membro da FIFA.
Filiada à Associação Iraquiana de Futebol, ela organiza torneios regionais e reúne a Seleção Curdistanesa de Futebol.

## Competições organizadas
Além de participarem dos campeonatos nacionais, os times curdos possuem sua própria liga e copa regionais, que são bastante populares entre os torcedores locais.
A Premier League do Curdistão é realizada anualmente e conta com a participação de 16 equipes profissionais (2023). Há também a League 1 ou Divisão 1, equivalente à segunda divisão regional, além dos campeonatos juvenis, de futsal e de futebol feminino.
Em 2021, a associação curda estreou um novo escudo oficial, adotado também pela seleção do país, como também renomeou a Premier League para Excellence Division.

### Futebol masculino
| Competição                 | Edição atual | Última edição | Último campeão                     |
| -------------------------- | ------------ | ------------- | ---------------------------------- |
| Excellence Division        | 2025-26      | 2024-25       | Sherwana Football Club (1º título) |
| Divisão 1                  | 2025-26      | 2024-25       | Qaladze Sports Club                |
| Divisão 2                  | 2025-26      | 2024-25       | Bardarash Sports Club              |
| Copa Regional do Curdistão | 2025         | 2024          | Handren Sport Club                 |
| Supercopa do Curdistão     | 2025         | 2024          | Brayati Sport Club                 |

### Futebol feminino e juvenil
| Competição                | Edição atual | Última edição | Atual campeão           |
| ------------------------- | ------------ | ------------- | ----------------------- |
| Premier League juvenil    | 2021-22      | 2020-21       | Sulaymani Peshmarga SC  |
| Divisão 1 juvenil         | 2021-22      | 2020-21       | Sirwani Nwe Sports Club |
| Copa juvenil do Curdistão | 2021-22      | 2020-21       | Ashti SC                |
| Women's Premier League    | 2022         | 2021          | Piramagroon SC          |